# Fallen Angel of Doom
Fallen Angel of Doom è il primo album in studio del gruppo musicale black/death metal canadese Blasphemy, uscito nell'agosto 1990.
È stato ripubblicato su CD dalla Nuclear War Now! Productions il 16 maggio 2007.
L'opuscolo incluso nel CD contiene vecchie interviste, immagini, volantini.

## Tracce
1. Winds of the Black Godz (Intro) - 1:20
2. Fallen Angel of Doom - 3:40
3. Hoarding of Evil Vengeance - 2:22
4. Darkness Prevalis - 3:32
5. Desecration - 2:27
6. Ritual - 3:18
7. Weltering in Blood - 2:27
8. Demoniac - 2:45
9. Goddes of Perversity - 4:28
10. The Desolate One (Outro) - 3:53

## Formazione
- 3 Black Hearts of Damnation and Impurity - batteria
- Caller of the Storms - chitarra solista, effetti
- Nocturnal Grave Desectrator and Black Winds - voce, basso, effetti
- The Traditional Sodomizer of the Goddess of Perversity - chitarra ritmica, seconda voce, effetti